# Национална хокејашка лига 1917/18.
Национална хокејашка лига 1917/18. је прва сезона Националне хокејашке лиге (НХЛ).
Првенство је било подељено на два дела. Прва половина је играна од 19. децембра 1917. до 4. фебруара 1918, а друга половина од 6. фебруара до 6. марта 1918. године.
Четири клуба су почела такмичење. Међутим због пожара који је уништио Монтреал арену из такмичења су се повукли Монтреал вондерси. Остала три тима су одиграла укупно по 22 меча у регуларном делу шампионата. Монтреал канадијанси су победили у првом, а Торонто аренаси у другом делу шампионата.
Торонто је свој први Стенли куп освојио победом у финалу против Ванкувер милионерса.
Најефикаснији играч је био Џо Малоун са 44 поена (40 голова и 4 асистенција).

## Регуларни део сезоне
| Клуб                 | ИГ | Д  | Н | ИЗ | ГД | ГП | Б  |
| -------------------- | -- | -- | - | -- | -- | -- | -- |
| Монтреал канадијанси | 14 | 10 | 0 | 4  | 81 | 47 | 20 |
| Торонто аренаси      | 14 | 8  | 0 | 6  | 71 | 75 | 16 |
| Отава сенаторси      | 14 | 5  | 0 | 9  | 67 | 79 | 10 |
| Монтреал вондерси    | 6  | 1  | 0 | 5  | 17 | 35 | 2  |

| Клуб                 | ИГ | Д | Н | ИЗ | ГД | ГП | Б  |
| -------------------- | -- | - | - | -- | -- | -- | -- |
| Торонто аренаси      | 8  | 5 | 0 | 3  | 37 | 34 | 10 |
| Отава сенаторси      | 8  | 4 | 0 | 4  | 35 | 35 | 8  |
| Монтреал канадијанси | 8  | 3 | 0 | 5  | 34 | 37 | 6  |

## Финале НХЛ-а
У финале НХЛ-а су се пласирали победници прве и друге половине такмичења. Победник је била екипа која је била боља после два меча. Победник финала НХЛ-а је играо против победника ПЦХА лиге.
Торонто аренаси - Монтреал канадијанси 10:7
| Датум    | Клуб                 | Резултат | Клуб                 |
| -------- | -------------------- | -------- | -------------------- |
| 11. март | Торонто аренаси      | 7 : 3    | Монтреал канадијанси |
| 13. март | Монтреал канадијанси | 4 : 3    | Торонто аренаси      |

### Стенли куп финале
Торонто аренаси - Ванкувер милионерси 3:2
| Датум    | Клуб                | Резултат | Клуб                |
| -------- | ------------------- | -------- | ------------------- |
| 20. март | Торонто аренаси     | 5 : 3    | Ванкувер милионерси |
| 23. март | Ванкувер милионерси | 6 : 4    | Торонто аренаси     |
| 26. март | Торонто аренаси     | 6 : 3    | Ванкувер милионерси |
| 28. март | Ванкувер милионерси | 8 : 1    | Торонто аренаси     |
| 30. март | Торонто аренаси     | 2 : 1    | Ванкувер милионерси |

| Првак Национлне хокејашке лиге 1917/18. |
| --------------------------------------- |
| Торонто аренаси 1. Титула               |